# 2023年東南亞運動會乒乓球比賽
2023年東南亞運動會乒乓球比赛，是2023年东南亚运动会的其中一个比赛项目，于2023年5月9日至5月16日在金边摩羅多克泰科國家體育園區进行。

## 奖牌得主
| 项目     | 金牌                                                                               | 银牌                                            | 铜牌                                                                           |
| 男子单打 | 郭勇 · 新加坡（SGP）                                                               | 阮英秀 · 越南（VIE）                            | 梁志峰 · 马来西亚（MAS）                                                       |
| 男子单打 | 郭勇 · 新加坡（SGP）                                                               | 阮英秀 · 越南（VIE）                            | 阮德荀 · 越南（VIE）                                                           |
| 女子单打 | 曾尖 · 新加坡（SGP）                                                               | 素他西尼·沙卫塔布 · 泰国（THA）                 | 奥拉旺·巴拉南 · 泰国（THA）                                                    |
| 女子单打 | 曾尖 · 新加坡（SGP）                                                               | 素他西尼·沙卫塔布 · 泰国（THA）                 | 阮科妙庆 · 越南（VIE）                                                         |
|          |                                                                                    |                                                 |                                                                                |
| 男子双打 | 新加坡（SGP） · 冯耀恩 · 郭勇                                                      | 马来西亚（MAS） · 锺子毅 · 黄祺燊               | 菲律宾（PHI） · John Picondo · Richard Gonzales                                |
| 男子双打 | 新加坡（SGP） · 冯耀恩 · 郭勇                                                      | 马来西亚（MAS） · 锺子毅 · 黄祺燊               | 新加坡（SGP） · 马昆廷 · 傅绍峰                                                |
| 女子双打 | 泰国（THA） · 奥拉旺·巴拉南 · 素他西尼·沙卫塔布                                    | 新加坡（SGP） · 周靖祎 · 王歆茹                 | 新加坡（SGP） · 舒麟茜 · 魏睿萱                                                |
| 女子双打 | 泰国（THA） · 奥拉旺·巴拉南 · 素他西尼·沙卫塔布                                    | 新加坡（SGP） · 周靖祎 · 王歆茹                 | 马来西亚（MAS） · 郑丽贤 · 严丽映                                              |
| 混合双打 | 越南（VIE） · 丁英皇 · 陈梅玉                                                      | 新加坡（SGP） · 周哲宇 · 曾尖                   | 泰国（THA） · Sarayut Tancharoen · Wanwisa Aueawiriyayothin                    |
| 混合双打 | 越南（VIE） · 丁英皇 · 陈梅玉                                                      | 新加坡（SGP） · 周哲宇 · 曾尖                   | 泰国（THA） · 帕达萨·丹威里亚韦差恭 · 达蒙万·克宽                              |
|          |                                                                                    |                                                 |                                                                                |
| 男子团体 | 新加坡（SGP） · 周哲宇 · 冯耀恩 · 郭勇 · 马昆廷                                    | 马来西亚（MAS） · 梁志峰 · 黄祺燊 · 锺子毅      | 泰国（THA） · 帕达萨·丹威里亚韦差恭 · Sarayut Tancharoen · Phakpoom Sanguansin |
| 男子团体 | 新加坡（SGP） · 周哲宇 · 冯耀恩 · 郭勇 · 马昆廷                                    | 马来西亚（MAS） · 梁志峰 · 黄祺燊 · 锺子毅      | 越南（VIE） · 阮英秀 · 阮德荀 · 段伯俊英 · 丁英皇                              |
| 女子团体 | 泰国（THA） · 素他西尼·沙卫塔布 · 奥拉旺·巴拉南 · Jinnipa Sawettabut · 达蒙万·克宽 | 马来西亚（MAS） · 可人 · 郑丽贤 · 何盈 · 郑爱欣 | 新加坡（SGP） · 周靖祎 · 曾尖 · 魏睿萱 · 王歆茹                                |
| 女子团体 | 泰国（THA） · 素他西尼·沙卫塔布 · 奥拉旺·巴拉南 · Jinnipa Sawettabut · 达蒙万·克宽 | 马来西亚（MAS） · 可人 · 郑丽贤 · 何盈 · 郑爱欣 | 越南（VIE） · Trần Mai Ngọc · 阮科妙庆 · Nguyễn Thị Nga                        |

## 奖牌榜
*   主办国家/地区（柬埔寨）
| 排名                     | 国家 / 地区              | 金牌 | 銀牌 | 銅牌 | 总计 |
| ------------------------ | ------------------------ | ---- | ---- | ---- | ---- |
| 1                        | 新加坡                   | 4    | 2    | 3    | 9    |
| 2                        | 泰国                     | 2    | 1    | 4    | 7    |
| 3                        | 越南                     | 1    | 1    | 4    | 6    |
| 4                        | 马来西亚                 | 0    | 3    | 2    | 5    |
| 5                        | 菲律宾                   | 0    | 0    | 1    | 1    |
| 总计（共5个国家 / 地区） | 总计（共5个国家 / 地区） | 7    | 7    | 14   | 28   |